# Draha (Smolotely)
Draha (německy Draha) je osada, součást obce Smolotely v okrese Příbram. Nachází se asi 13 km jihovýchodně od Příbrami.
V Draze je registrováno 16 čísel popisných. Nachází se zde soutok Stěžovského a Líšnického potoka, Líšnický potok se poté vlévá do řeky Vltavy v místě vodní nádrže Kamýk. Nedaleko na jihozápad od Drahy se nachází bývalý parní mlýn Parník. Východní částí Drahy prochází silnice III/11818.